# José Luis Navarro (Radsportler)
José Luís Navarro Martínez (* 28. Juli 1962 in Madrid) ist ein ehemaliger spanischer Radrennfahrer und nationaler Meister im Radsport.

## Sportliche Laufbahn
Navarro war im Straßenradsport aktiv. Bei den Straßenradsport-Weltmeisterschaften 1980 wurde er 32. bei den Amateuren, 1982 dann 34. 
Von 1984 bis 1991 war Navarro Berufsfahrer. 1985 siegte er in der nationalen Meisterschaft im Straßenrennen vor Pello Ruiz Cabestany. Er gewann 1984 die Eintagesrennen Klasika Primavera de Amorebieta und das Memorial Manuel Galera. 1983 gewann er das Etappenrennen Volta a Lleida. Etappensiege holte er 1983 in der Vuelta a Burgos, 1984 und 1987 in der Vuelta a España, 1985 in der Vuelta a Asturias und im Rennen Ruota d’Oro sowie bei Tirreno–Adriatico.
Im Giro d’Italia 1985 siegte er in der Bergwertung. Navarro bestritt alle Grand Tours.
| Grand Tour            | 1984 | 1985 | 1986 | 1987 | 1988 | 1989 | 1990 | 1991 |
| --------------------- | ---- | ---- | ---- | ---- | ---- | ---- | ---- | ---- |
| Vuelta a EspañaVuelta | 31   | 10   | DNF  | 58   | –    | 91   | 99   | DNF  |
| Giro d’ItaliaGiro     | –    | 19   | –    | –    | –    | –    | –    | –    |
| Tour de FranceTour    | –    | –    | –    | 113  | –    | –    | –    | –    |

Auf der Bahn gewann er 1986 das Sechstagerennen von Madrid mit Gerrie Knetemann als Partner.